# Johnny Simmen
Hans Georg „Johnny“ Simmen (* 7. April 1918 in Brugg; † 23. September 2004 in Zürich) war ein Schweizer Jazzautor und Musikproduzent.

## Leben und Wirken
Simmen lernte sieben Jahre lang Klavier spielen, trat aber nicht öffentlich auf. Nach dem Konzert von Louis Armstrong in der Tonhalle Zürich 1934 begeisterte er sich für den Jazz. 1935 gründete er in Zürich einen ersten Jazzclub, wo sich Jazzinteressierte treffen konnten, wo Plattenabende stattfanden und Referate gehalten wurden.
Bereits 1939/40 berichtete Simmen aus der Schweiz für das amerikanische Magazin Down Beat. Da er seine Englischkenntnisse aus der Mittelschule als ungenügend empfand, nahm er Unterricht und erreichte 1942 das Cambridge Certificate of Proficiency, um als Schweizer Korrespondent voll ausdrucksfähig zu sein. In den beiden ersten Nachkriegsjahren konnte er seine Tätigkeit für Down Beat wieder aufnehmen. 
Simmen veröffentlichte zahlreiche Artikel in Fachzeitschriften wie dem Bulletin du Hot Club de France, dem britischen Melody Maker, Down Beat oder der kanadischen Coda. Zudem hat er international Vorträge über Jazz gehalten. Er war befreundet mit Bill Coleman, Teddy Wilson, Joe Turner und Horace Silver. Er gilt als einer der kenntnisreichsten Jazzautoren, der sich auf Musiker der Prä-Bop-Ära spezialisiert hatte. Seine Kenntnisse der Klaviertechnik machten seine Artikel über Jazzpianisten sehr prägnant. Er schrieb mit einem tiefen Verständnis für das Handwerk des Improvisators; seine biografischen Angaben zeugen von dem Vertrauen, das seine Interviewpartner ihm entgegenbrachten.
Simmen verfasste auch Liner Notes für Neu-Editionen, beginnend mit dem Prestige-Album Benny Carter 1933. Ab 1979 produzierte er auch Tonträger mit wichtigen Musikern der 1930er Jahre. Vor allem 1994 veröffentlichte er eine ganze Serie von Aufnahmen bei Best of Jazz.
Hauptberuflich war Simmen seit 1943 im öffentlichen Dienst der Stadt Zürich tätig. 1946 wechselte er zur Swissair, wo er bis zur Pensionierung 1983 tätig war. 1982 wurde er dort exklusiver Gestalter der Jazzprogramme zur An-Bord-Unterhaltung der Swissair-Passagiere; bis 1987 lieferte er alle zwei Monate Programme mit einer Dauer von zunächst einer, später eineinhalb und schliesslich zwei Stunden.